# Kolonialstein (Leipzig)

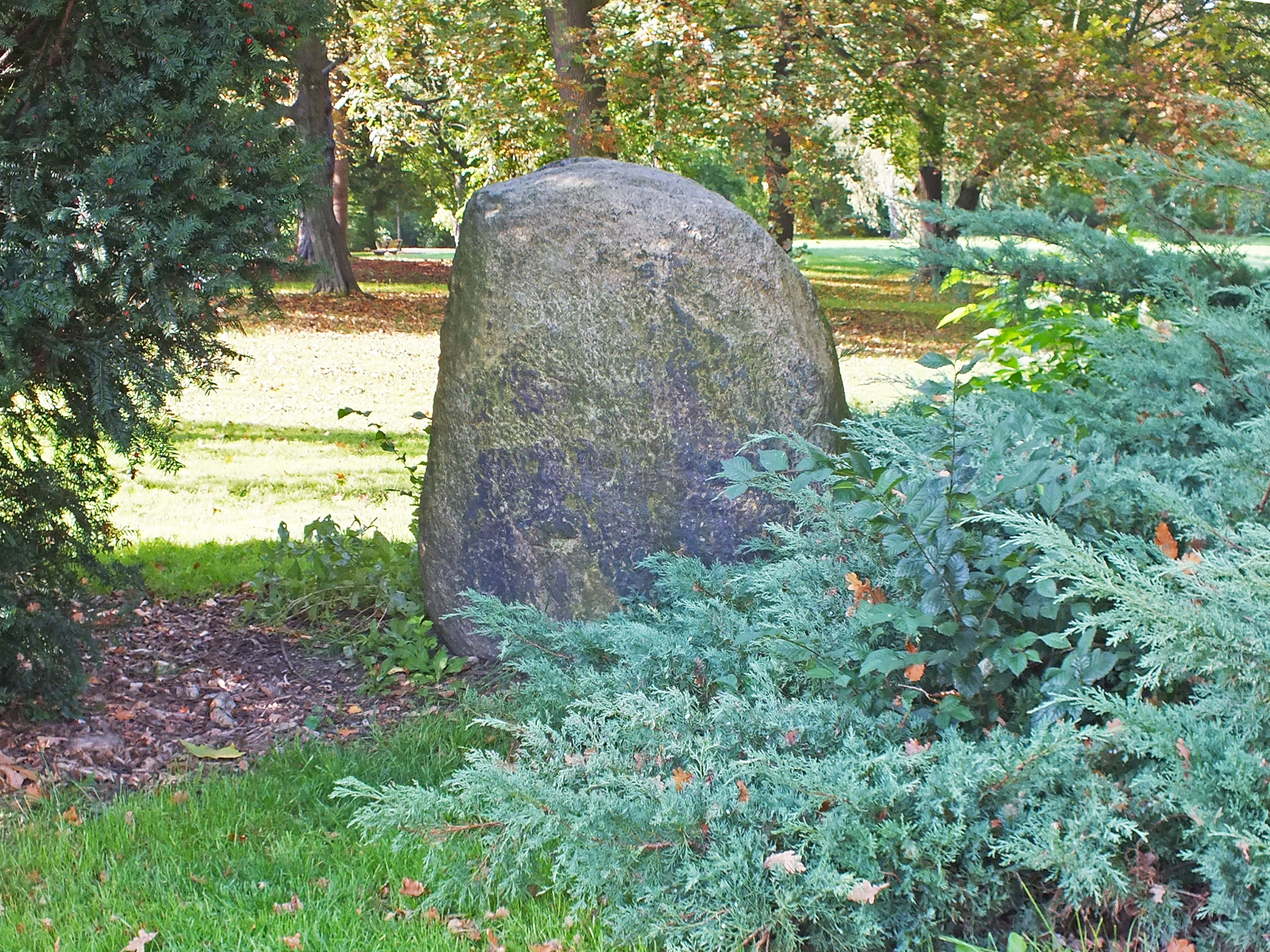
Der Kolonialstein 2014

Der Kolonialstein ist ein Findling in den Grünanlagen in der Nähe des Völkerschlachtdenkmals in Leipzig, der zur Zeit seiner Aufstellung dazu bestimmt war, an den Verlust der deutschen Kolonien nach dem Ersten Weltkrieg zu erinnern.

## Geschichte

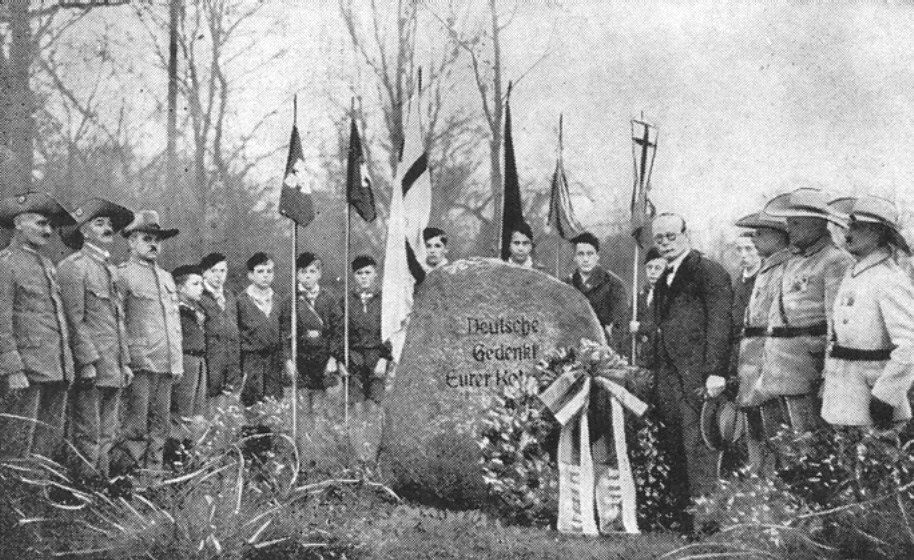
Ehemalige Kolonialkrieger Anfang Dezember 1932 am Kolonialstein

Der Königlich Sächsische Verein ehemaliger China- und Afrikakrieger von Leipzig und Umgebung hatte 1903 (andere Quelle 1909) beschlossen, in Leipzig ein „Landes-Kolonial-Kriegerdenkmal“ für die in den verschiedenen Kolonialkriegen gefallenen Soldaten zu errichten. Wegen Differenzen im Verein ging der Auftrag über das achteinhalb Meter hohe Denkmal erst Anfang 1914 an den Leipziger Bildhauer Georg Huth. Geldmangel durch den Ersten Weltkrieg verhinderte die Ausführung des Auftrags.
Nach dem Ersten Weltkrieg  besaß das Deutsche Reich keine Kolonien mehr, und statt der Soldaten wurde nun der verlorenen Kolonien gedacht. Auf Wunsch des Schutztruppen- und Kolonialvereins Leipzig wurde der etwa 1,2 Meter hohe Findling gesetzt und erhielt die Aufschrift: „Deutsche | Gedenkt Eurer | Kolonien“. Die Enthüllung fand am 24. April 1924 zusammen mit der Pflanzung einer Kolonialeiche statt – 40 Jahre nach der deutschen Schutzerklärung für die koloniale Landnahme in Südwestafrika. Der Kolonialstein wurde zum Gedenkort kolonialrevisionistischer Kreise.
Nach dem Zweiten Weltkrieg wurde die Inschrift weitestgehend beseitigt. Ihre Spuren sind nur noch zu erahnen. Der Stein steht auf der Liste der Kulturdenkmale des Landesamtes für Denkmalpflege Sachsen (ID-Nr. 09263841).